# Грімія Мюленбека
Грімія Мюленбека (Grimmia muehlenbeckii) — вид мохів порядку гріміальних (Grimmiales).

## Поширення
Батьківщиною є Європа, Північна Америка, Азія.
Населяє затінені кислі породи, часто вздовж озер; на висотах 200–2000 м.

## Характеристика
Рослини в чорнувато-зелених пучках. Стебла 1–2.5 см. Листки нещільно притиснуті, скручені в сухому стані, прямовисні у вологому стані, яйцювато-ланцетні, звужені до гострої верхівки, 2–3 × 0.6–0.8 мм, кілеві, краї загнуті в середину листка з обох боків, остюки короткі, зубчасті. Вид дводомний. Коробочкові ніжки дугоподібні, 2–3 мм. Коробочка іноді присутня, куляста, блискуча, коричнева, від гладкої до злегка смугастої.